# Тегешево
Теге́шево (рос. Тегешево, чув. Тикаш) — присілок у складі Урмарського району Чувашії, Росія. Адміністративний центр Тегешевського сільського поселення.
Населення — 591 особа (2010; 642 у 2002).
Національний склад:
- чуваші — 99 %